# トーマス・G・W・セトル

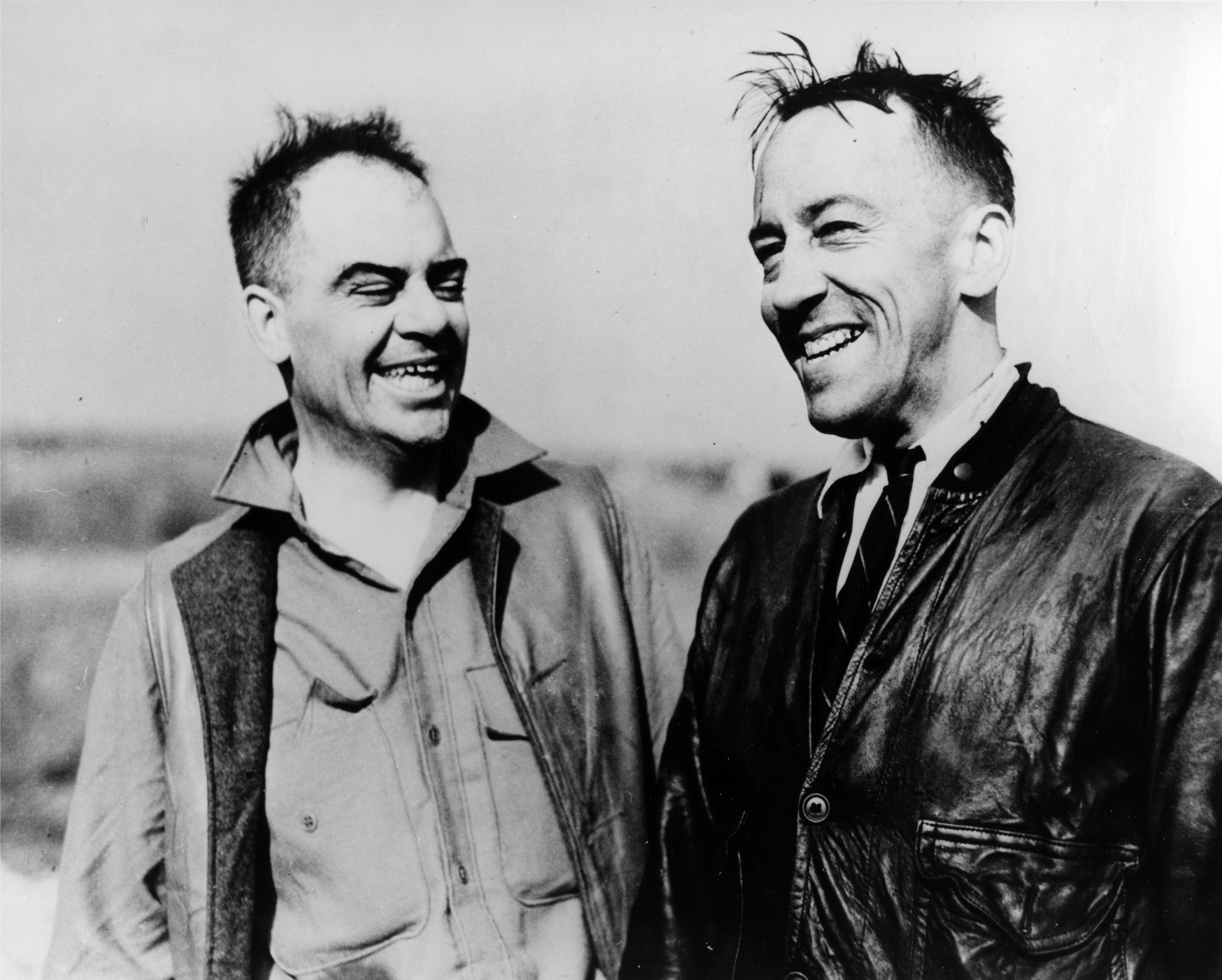
セトル（左）とフォードニー

トーマス・G・W・セトル（Thomas Greenhow Williams "Tex" Settle、1895年11月4日 - 1980年4月28日）はアメリカ海軍の将校である。1933年11月20日、チェスター・フォードニーとともに気球、Century of Progress号で成層圏に達し、気球の高度記録を作った。長い飛行船の搭乗経験を持ち、飛行訓練士を務め、飛行船シェナンドーやロサンジェルスに搭乗した。1929年、1931年にリッチフィールド・トロフィーに優勝し、1932年には気球の国際レース、ゴードン・ベネット・カップ・レースで優勝した。1932年と1933年にハーモン・トロフィーを受賞した。

## 生涯
ワシントンに生まれた。1918年に海軍アカデミーを卒業し、駆逐艦USS Sampson (DD-63)、USS Chew (DD-106)、USS Whipple (DD-217)に勤務した。その後、ハーバード大学のCruft High Tension研究所で働き、通信技術者となった。レークハースト基地の飛行船シェナンドーの通信将校となり、1924年に新造の飛行船ロサンジェルスが配備されると通信将校もつとめた。当時、供給されるヘリウムの量が1隻の飛行分しかなかったので両方の任務を兼ねることができた。
シェナンドーが墜落した後、飛行船操縦士に志願し、1927年1月19日、パイロット免許を受けた。飛行機の操縦も志願したが、モフェット提督によって許可されなかった。ほどなく小型気球で21時間で769kmを飛行し、気球の飛行距離の世界記録を樹立した。
1927年8月25日、マストに係留されていた飛行船ロサンジェルスに乗船していた時に、突然の寒冷前線の通過で、浮力がましたロサンジェルスはマストにつながれたまま浮き上がり、風にあおられてほとんど垂直まで立ち上がった。セトルは、浮力を調整し、飛行船を破損から救った。ロサンジェルスは以後、事故にあうことなく331回の飛行を行い、1932年まで運用された。
セトルはレークハースト基地に配備されたいくつかの飛行船を操縦した。1928年1月には大西洋で操縦士の訓練を行っているときに飛行船が浮力を失い溺れかかる経験をした。10月には2人のアメリカ海軍の軍人と大西洋を横断するグラーフ・チェッペリン号のに乗船し、ドイツの飛行船の信頼性に感銘をうけた。1929年の前半は、飛行船アクロン(ZRS-4)とメイコン(ZRS-5)の建造を監督し、1930年にはロサンジェルスによってグライダーを運ぶ試験をおこなった。1931年にはアメリカ合衆国初の軟式飛行船K-1の初飛行を行った。K-1は燃料にプロパンを用いたが、任務に対してサイズが大きすぎると考えられ後継機が作られることはなかった。
1932年、シカゴで開催された、見本市、Century of Progress trade showの主催者が、スイスの有名な気球乗りのオーギュスト・ピカールを招待し、高高度の飛行をさせようとした。ピカールは双子の兄弟ジャン・ピカールを代わりに送ったが、ジャン・ピカールはアメリカ合衆国のライセンスを持っていなかったので、セトルが代わりに飛行することとなった。見本市の名前をとって「進歩の世紀」号"Century of Progress"と名づけられたダウ・ケミカルやグッドイヤー・チェッペリンやユニオンカーバイドなどの協力で作られた。
ソルディア・フィールドで数千人の観客の前で行われたセトル1人の最初の飛行は失敗し、上昇を始めてすぐ、ガス排出弁が開き、鉄道のヤードに落下した。2回目の飛行では海兵隊のチェスター・フォードニーが参加し、11月20日、オハイオ州のアクロンのグッドイヤー・チェッペリンの工場を数人だけが見守るなかで離陸した。成層圏に達し、無線で地上に連絡し、それが全国のラジオ・ネットワークに流されたことによりこの飛行は全国的に有名になった。気球は成層圏を2時間飛行し、ニュージャージー州の夕暮れに湿地に着陸した。気球の高度計が
調べられ18,665mの高さに達していたことが確かめられ、FAIによって気球の高度記録と認定された。1933年はじめにソビエトで、USSR-1が19,000mの飛行が行わっていたが、FAIは認めておらず、1935年にピカールがExplorer II号で記録を作るまでセトルとフォードニーは公式の記録保持者であった。この飛行によって、セトルはハーモン・トロフィーとFAI Henri de la Vaulx 賞を受賞した。
1934年にセトルは海上勤務に移り、はじめ中国に拠点を置く Palos (PG-16)に勤務し、1944年から1945年の間は重巡ポートランドに勤務した。戦後は中国、トルコに勤務した後、第8艦隊などで働いた。1980年にメリーランド州のベセスダで死去した。

## 気球レースの成績
1927年に5月30日ジョージ・スティーブンスとともに、最初の気球レースに参加し、632kmを飛行したところで、豪雨のために飛行を中止した。その後の気球レースへの参加と成績は以下のものがある。
- 1928年：ピッツバーグのナショナルレースに参加した。このレースでは、3隻の気球に落雷し、2人のパイロットが死亡し、4人が負傷した
- 1929年5月：ウィルフレッド・ブシュネルとともにナショナルレースに参加し1,532 kmを飛行し、リッチフィールド・トロフィーを獲得した。この記録は気球の3カテゴリーでの世界記録であり、気球の国際レースへの参加資格を得た。
- 1931年7月：セトルとブシュネルは2度目のリッチフィールド・トロフィーを獲得した。
- 1932年9月：セトルとブシュネルは、ゴードン・ベネット・レースで バーゼルからヴィルニュスまでの1,550 kmの飛行を行い優勝した。この飛行で最初のハーモン・トロフィーを受賞した。
- 1933年9月：ゴードン・ベネット・レースでセトルはケンドールとともに、1,249 kmの飛行を行い、滞空時間の記録をつくったが、飛行距離でポーランドチームに破れて2位となった。